# Elisabeth Ney
Franzisca Bernadina Wilhelmina Elisabeth Ney, född 26 januari 1833, död 29 juni 1907, var en tysk skulptör.
Elisabeth Ney utbildades i München och Berlin och utförde flera byster i kraftful realistisk uppfattning samt även statyer, bland annat i Münster och en av kung Ludvig II av Bayern i Herrenchiemsee, samt i Texas i USA, där hon vistades under sina senare år. Ney var hemligt gift med den skotske läkaren Edmund Montgomery. Hennes hus i Austin, Texas inrättades 1911 till ett museum över hennes liv och verk.